# Росица Данаилова
Росица Ламбова Данаилова е българска актриса.

## Кратка биография
Родена е на 26 ноември 1933 г. в София. Сестра е на актьора Стефан Данаилов.

## Кариера
Първоначално завършва актьорско майсторство във ВИТИЗ, а след това следва докторантура в Академията за театрално изкуство в Ленинград.
Данаилова има над 150 роли в различни театри в Димитровград, Добрич, Бургас, Сливен, Театъра на армията, Сатиричния и Народния театър.

## Личен живот и смърт
Омъжва се два пъти – първият път за Иван Кондов, а втория път за режисьора Константин Обрешков. Има две деца, Ламби Кондов, който също е актьор, и Росица Обрешкова, която е режисьорка и преподавателка в НАТФИЗ.
Росица Данаилова умира на 84 години на 23 септември 2018 г.

## Телевизионен театър
- „Карола“ (1979) (Миклош Дарваш)
- „Извънреден посланик“ (1966) (Ариадна и Пьотр Тур)
- „Две тъжни истории за любовта“ (по Антон Павлович Чехов) – Наталия

## Награди и отличия
- Заслужил артист (1971)

## Филмография
- Рудолфио (1981) (тв)
- Реквием за една мръсница (2-сер. тв, 1976) – Маргарита (в „Синята безпределност“ и „Реквием за една мръсница“)
- Иван Кондарев (1974), 2 серии - жена на парти
- Рожден ден (1974) (тв) – майката
- Деца играят вън (тв, 1973) – Георгиева (в III новела)
- Танго (1968) - старата Каева
- Човекът в сянка (1967) - Стоева, секретарката на Каменов